# Casa di Fabio Amandio

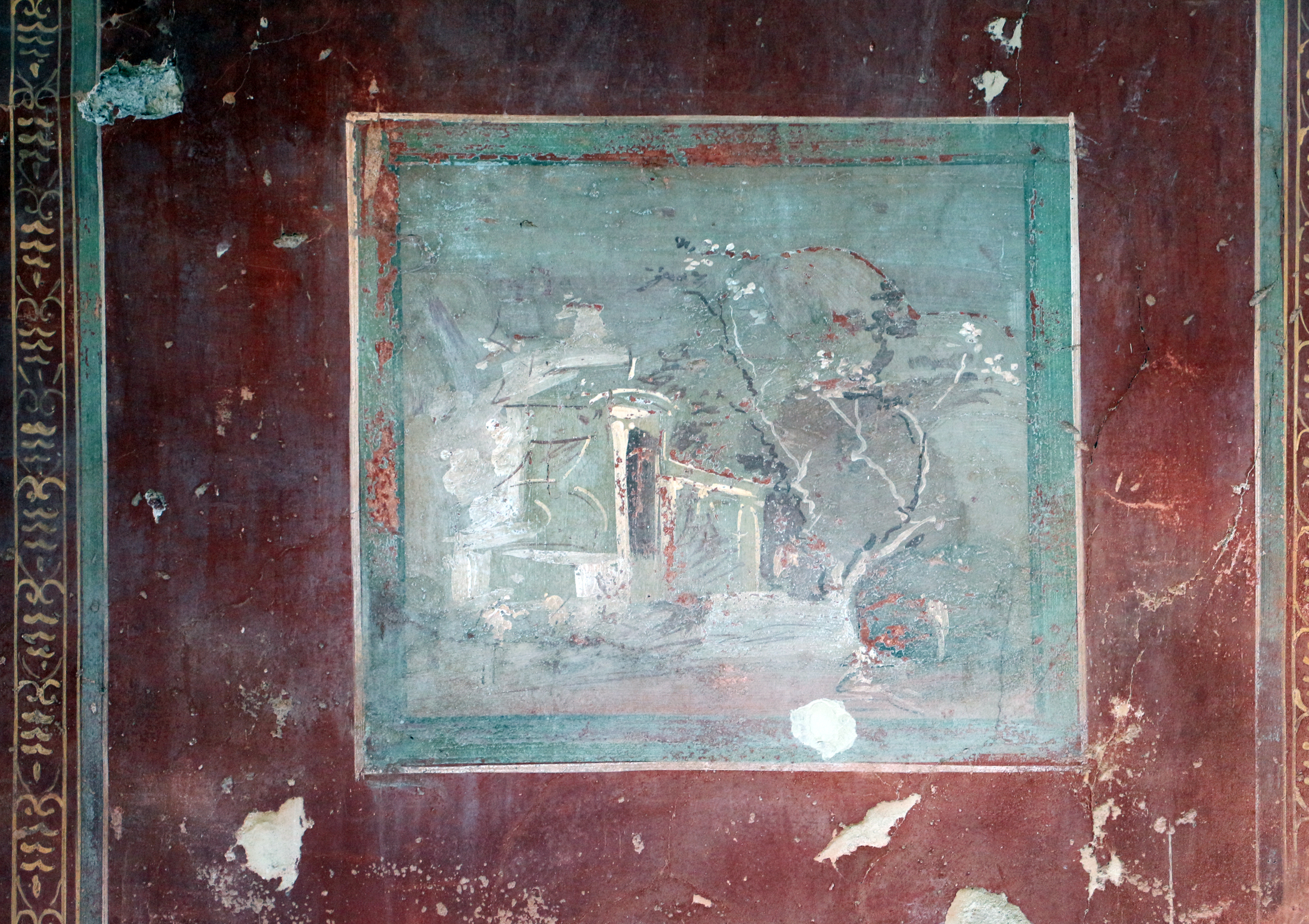
Landschaftsbild

Bei der Casa di Fabio Amandio (Haus des Fabius Amandius) handelt es sich um ein Wohnhaus in Pompeji (I.7.2, 3), das 1911 und 1923 ausgegraben wurde. Das moderat große Haus ist mit relativ gut erhaltenen Wandmalereien ausgestattet. Der moderne Name des Hauses bezieht sich auf den möglichen einstigen Besitzer, Fabius oder Amandius (deshalb  wird das Haus auch Haus des Fabius oder Haus des Amandius genannt), die jeweils einmal auf der Fassade in Wahlaufschriften genannt werden, weshalb die Zuschreibung unsicher ist. Auch ist die Vermutung, beide Namen bezögen sich auf eine einzige Person, sehr unsicher. Das Haus ist modern überdacht.

## Beschreibung
Das Haus war einst Teil der Casa di Paquio Proculo, ist aber irgendwann von der letzteren abgetrennt worden. Es wird über die Fauces betreten, von denen man direkt in das Atrium gelangt. Im Zentrum befindet sich ein Impluvium mit einem einfachen Mosaik. Direkt daneben steht ein einbeiniger Tisch und daneben ein Bleieimer. Das Atrium zeigt eine gelb-rote Felderdekoration im 4. Stil. Eines der Wandbilder zeigt eine Landschaft, die Lawrence Richardson Jr. dem Boscotrecase-Maler zuschreibt. Hinter dem Atrium befinden sich ein kleiner Garten und ein Zimmer mit hellgrundigen Wandmalereien und einer gewölbten Decke. Das Haus besitzt einen zweiten Eingang, der in einen Raum für einen Portier führt. Funde deuten darauf hin, dass dieser auch als Weber arbeitete.

## Galerie

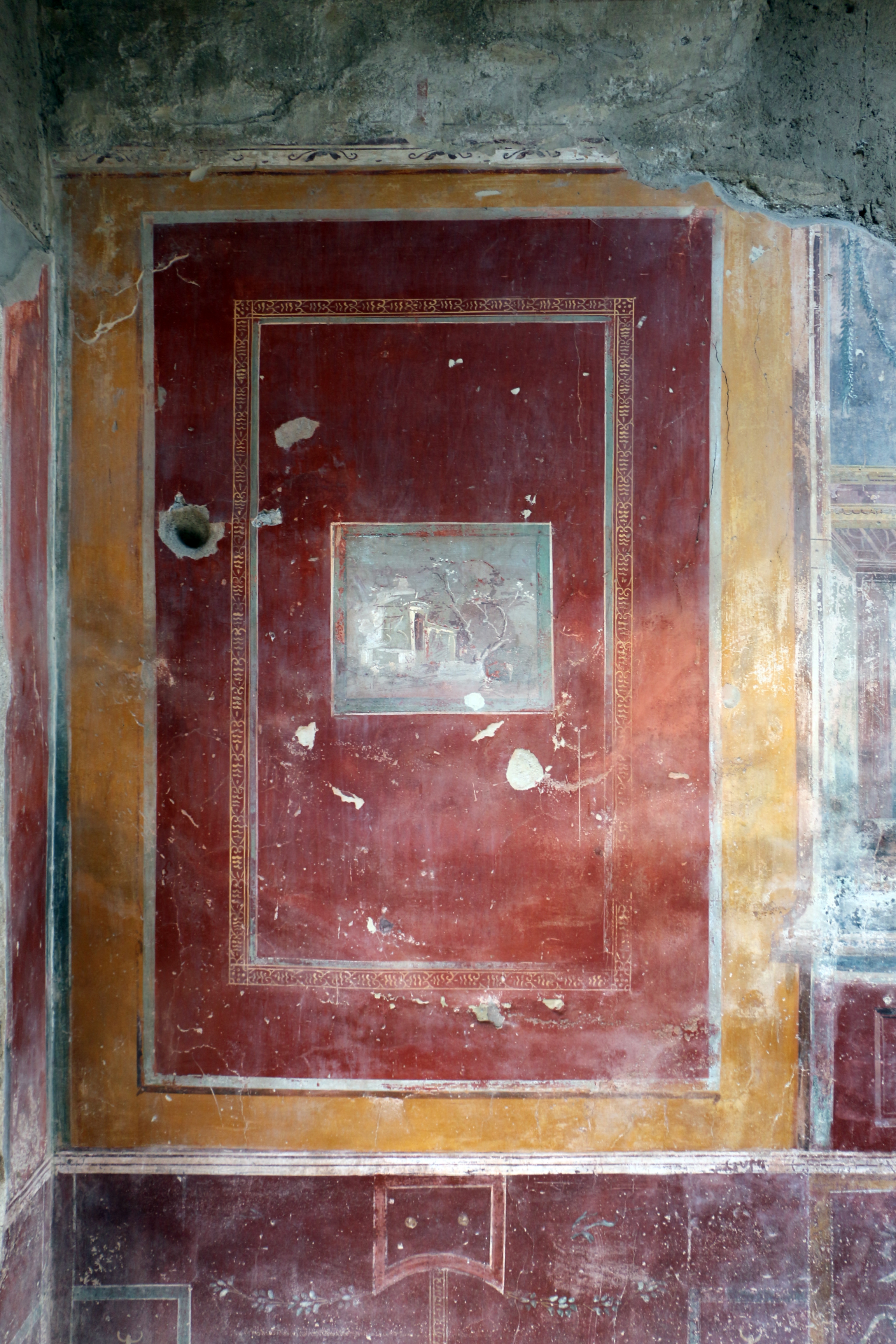
Malerei im 4. Stil
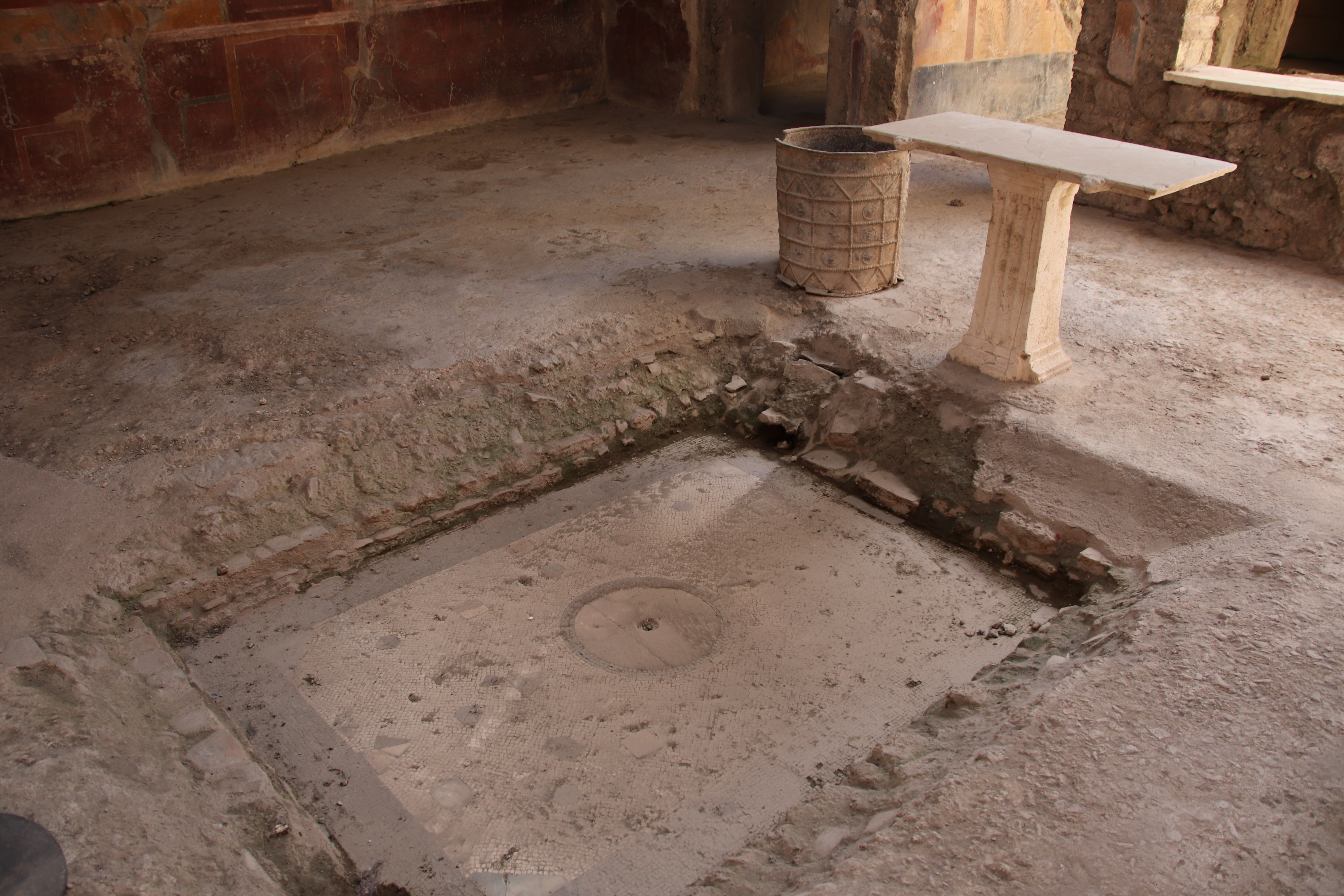
Impluvium
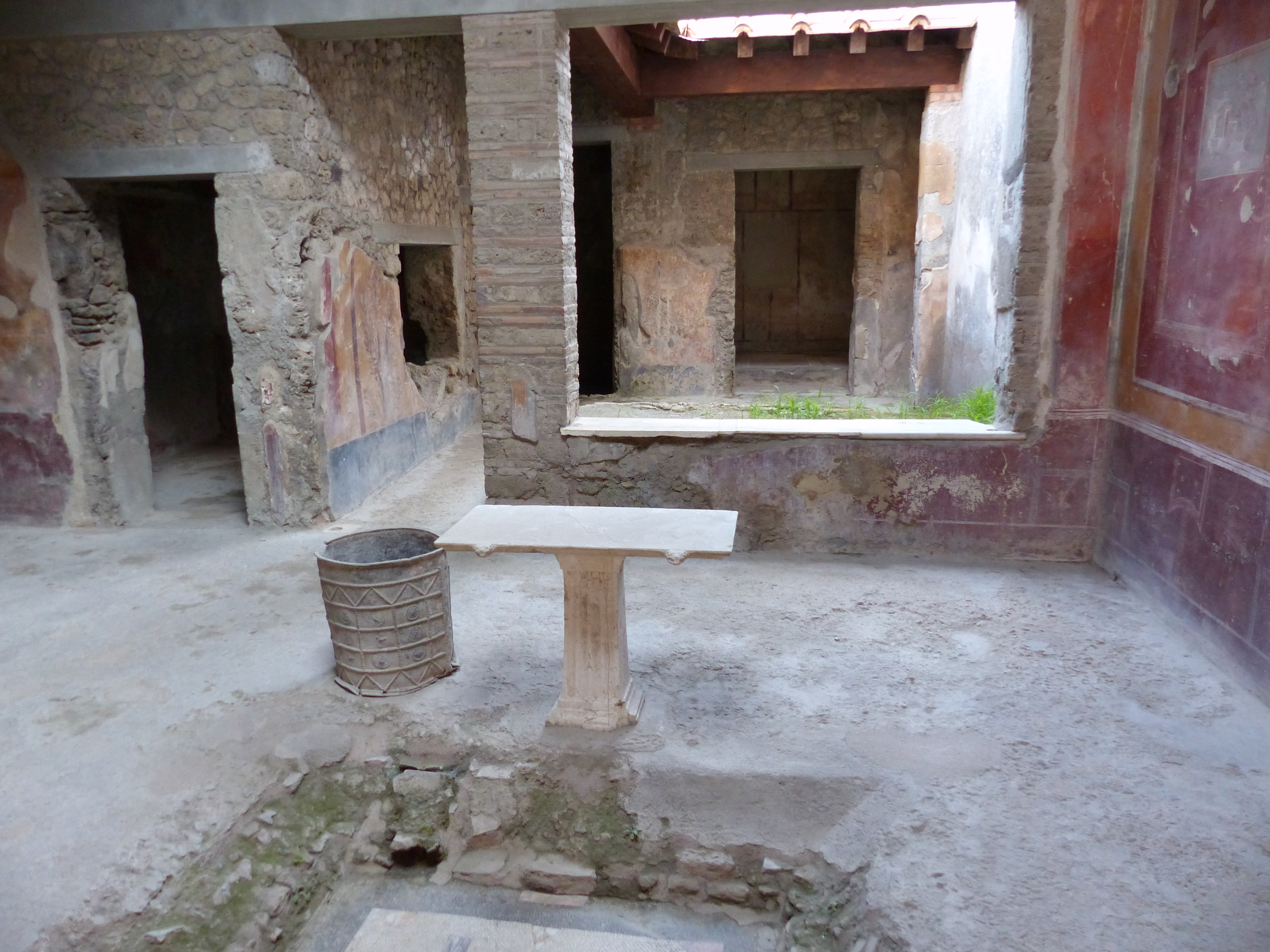
Blick auf den Garten